# Иссык-Кульская область
Иссык-Ку́льская о́бласть (кирг. Ысык-Көл облусу) — самый восточный регион Кыргызстана. Административный центр — город Каракол. Образована Указом Президиума Верховного Совета СССР от 21 ноября 1939 года с центром в городе Пржевальск (в область был преобразован Иссык-Кульский округ). 27 января 1959 года упразднена. Вновь создана 11 декабря 1970 года; в июле 1989—1991 году областной центр находился в городе Иссык-Куль, в 1991 году вернулся в Пржевальск (в 1991 переименован в Каракол).
Область берёт свое название от озера Иссык-Куль («тёплое озеро»), второго по величине солёного озера в мире, которое никогда не замерзает, несмотря на свою высоту в горах Тянь-Шаня.
Её окружают Алматинская область, Казахстан (север), Чуйская область (запад), Нарынская область (юго-запад) и Синьцзян, Китай (юго-восток).

## География

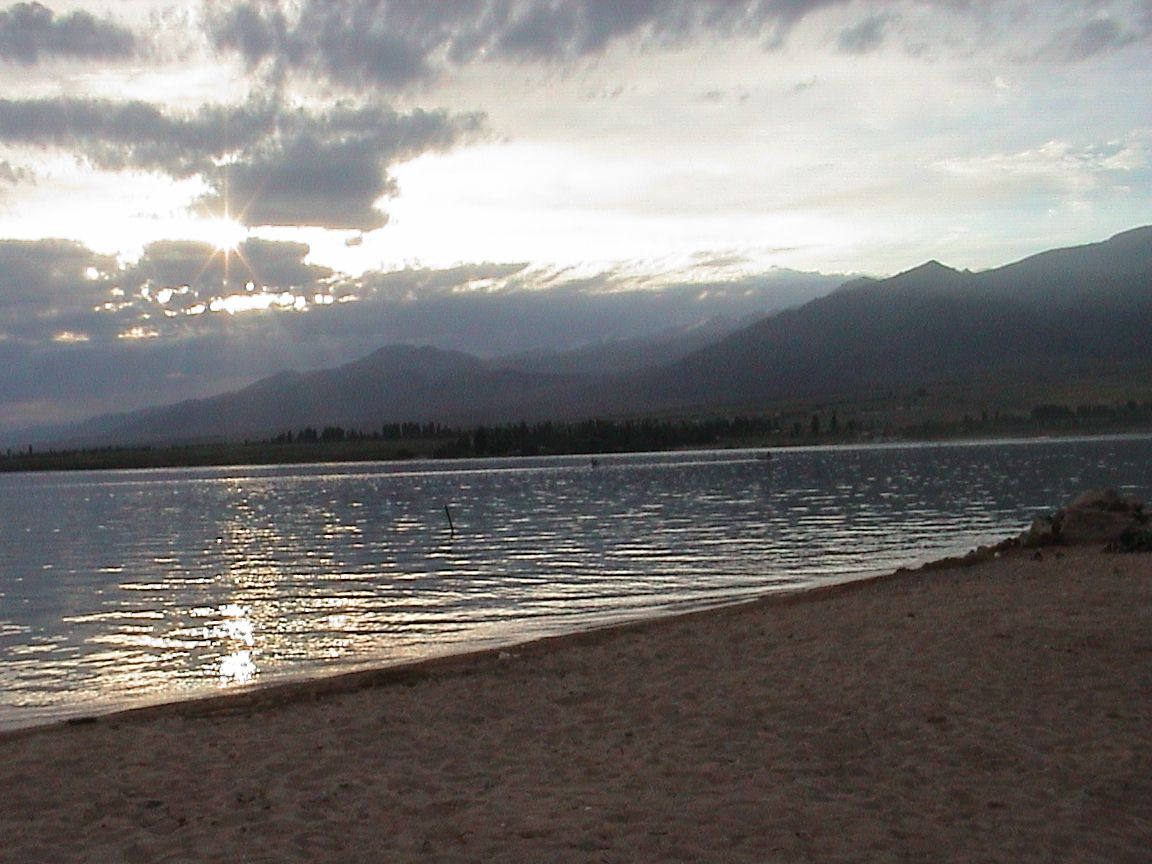
Озеро Иссык-Куль на закате

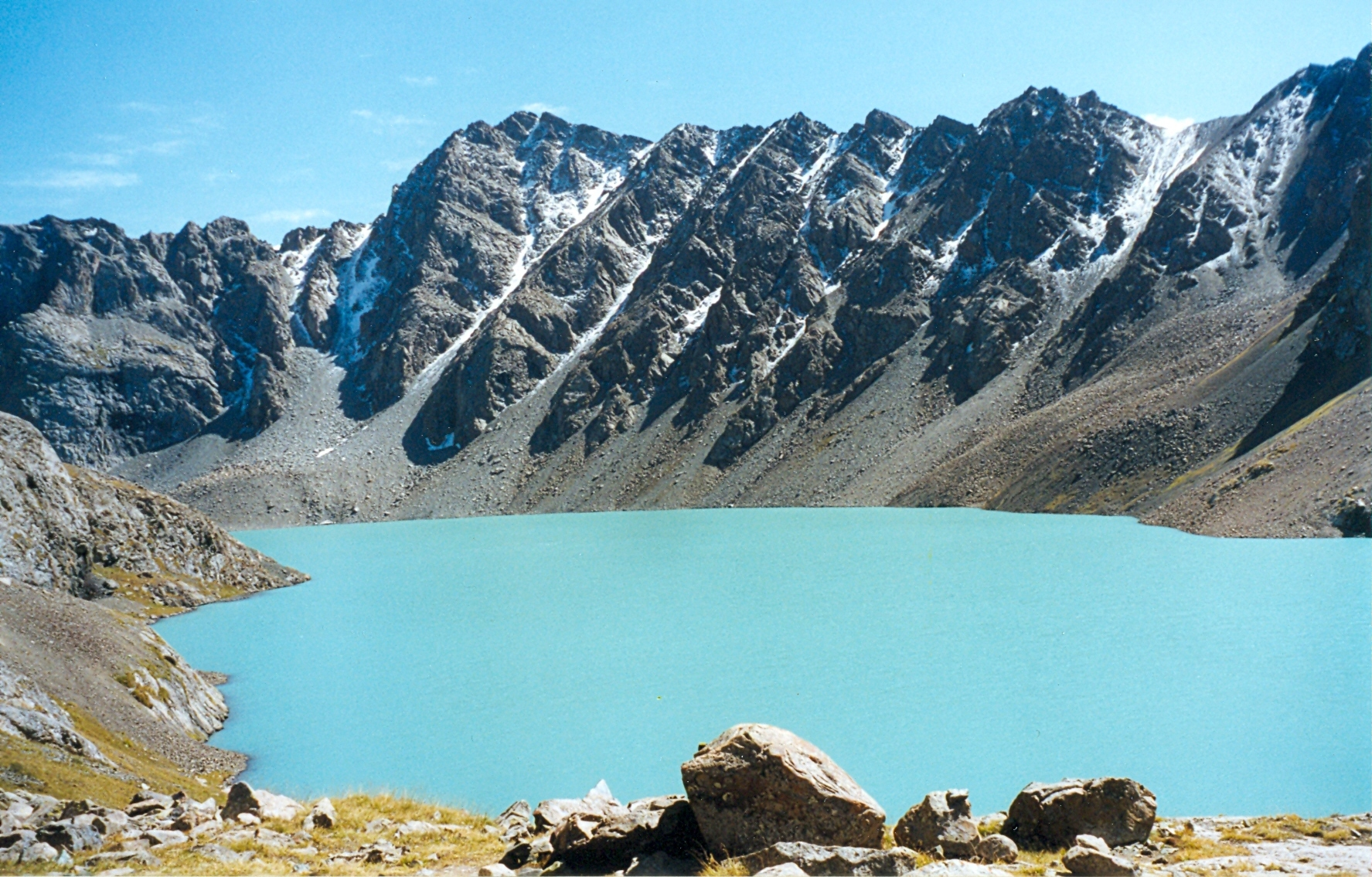
Озеро Ала-Куль в горах Тескей Ала-Тоо

На севере доминирует глазообразное озеро Иссык-Куль, окруженное хребтами Тянь-Шаньской горной системы: горы Кюнгёй Ала-Тоо на севере и Тескей Ала-Тоо на юге («солнечный» и «тенистый» Ала-Тоо соответственно).
На юге — горы и «джайлоо» (горные луга, используемые для летнего выпаса). Самые высокие вершины гор Тянь-Шаня, включая Хан-Тенгри, расположены в самой восточной части региона.
Большая часть населения области проживает вокруг озера, в частности, в городах Балыкчи (у западной оконечности озера) и Караколе (у его восточной оконечности).

## Основные социально-экономические показатели
- Население: 463 900 человек (оценка на 1 января 2015 года), включая 130 800 городских и 333 100 сельских жителей[5]
- Занятое население: 180 300 человек (2008)[6]
- Зарегистрированное безработное население: 4902 человека (2008)[7]
- Экспорт: 18,8 миллиона долларов США (2008)[8]
- Импорт: 221,7 миллиона долларов США (2008)[8]
- Прямые иностранные инвестиции: 1,1 миллиона долларов США (в 2008 году)[9]

## Население
По состоянию на 2009 год Иссык-Кульская область включала 3 города, 5 поселков городского типа и 175 сел. Его наличное и постоянное население, по данным переписи населения и жилищного фонда 2009 года, было 425 116 человек и 438 389 человек соответственно.

### Национальный состав
После массовой эмиграции русскоязычного населения в начале 1990-х годов, национальный состав области стал гораздо более однородным, чем в соседней Чуйской области, однако он по-прежнему довольно разнообразен, особенно если принять во внимание географическую концентрацию различных этноязыковых меньшинств.
При том, что налицо общая тенденция роста доли азиатских народов и сокращения европейских, большая часть русского и русскоязычного населения и сейчас сосредоточена на северном берегу озера Иссык-Куль, а также в городе Каракол (бывш. Пржевальск) и его окрестностях.
По данным переписи населения 2009 года, этнический состав (де-юре населения) Иссык-Кульской области:
| Этнос                  | Численность в 1989 году | %        | Численность в 1999 году | %        | Численность в 2009 году | %        |
| ---------------------- | ----------------------- | -------- | ----------------------- | -------- | ----------------------- | -------- |
| Всего                  | 403 917                 | 100,00 % | 413 149                 | 100,00 % | 438 389                 | 100,00 % |
| Киргизы                | 273 257                 | 67,65 %  | 328 278                 | 79,46 %  | 377 994                 | 86,22 %  |
| Русские                | 92 615                  | 22,93 %  | 54 351                  | 13,16 %  | 35 275                  | 8,05 %   |
| Казахи                 | 6 433                   | 1,59 %   | 6 979                   | 1,69 %   | 6 464                   | 1,47 %   |
| Уйгуры                 | 3 730                   | 0,92 %   | 3 969                   | 0,96 %   | 3 897                   | 0,89 %   |
| Калмыки (сарт-калмыки) | 4 593                   | 1,14 %   | 5 314                   | 1,29 %   | 3 801                   | 0,87 %   |
| Дунгане                | 2 686                   | 0,66 %   | 2 948                   | 0,71 %   | 3 124                   | 0,71 %   |
| Узбеки                 | 3 756                   | 0,93 %   | 3 459                   | 0,84 %   | 2 982                   | 0,68 %   |
| Татары                 | 4 013                   | 0,99 %   | 2 785                   | 0,67 %   | 2 098                   | 0,48 %   |
| Украинцы               | 7 366                   | 1,82 %   | 2 772                   | 0,67 %   | 1 170                   | 0,27 %   |
| другие                 | 5 468                   | 1,15 %   | 2 294                   | 0,56 %   | 1 584                   | 0,37 %   |

## Административно-территориальное деление
5 районов:
1. Ак-Суйский район (административный центр — с. Ак-Суу);
2. Джети-Огузский район (административный центр — с. Кызыл-Суу (бывш. Покровка);
3. Тонский район (административный центр — с. Боконбаево);
4. Тюпский район (административный центр — с. Тюп);
5. Иссык-Кульский район (административный центр — г. Чолпон-Ата).

2 города областного подчинения:
- г. Каракол
- г. Балыкчы